# الور (کی‌ام)
الور (کی‌ام) (به انگلیسی: Alur (K.M.)) یک منطقهٔ مسکونی در هند است که در کارناتاکا واقع شده‌است.